# ستيفن كوتكين
ستيفن كوتكين (بالإنجليزية: Stephen Kotkin)‏ (و. 1959 – م) هو مؤرخ من الولايات المتحدة الأمريكية .

## التعليم
تعلم في جامعة كاليفورنيا، بركلي، وجامعة روتشستر.وتحصل على شهائد جامعية دكتوراه في الفلسفة.

## مناصب وهيئات
أدار جامعة برنستون.

## جوائز وترشيحات
حصل على جوائز منها:
- زمالة غوغنهايم.